# Geyssans
Geyssans är en kommun i departementet Drôme i regionen Auvergne-Rhône-Alpes i sydöstra Frankrike. Kommunen ligger i kantonen Romans-sur-Isère 1er Canton som tillhör arrondissementet Valence. År 2022 hade Geyssans 739 invånare.

## Befolkningsutveckling
Antalet invånare i kommunen Geyssans
Referens:INSEE